# Kaempferia
Kaempferia es un género de plantas con flores perteneciente a la familia Zingiberaceae. Comprende 112 especies descritas y de estas, solo 29 aceptadas.

## Descripción
Son hierbas que alcanzan un tamaño de hasta 0.5 m de alto; tallos cortos o ausentes. Hojas pecioladas, angostamente elípticas, 10–50 cm de largo y 5–15 cm de ancho, ápice agudo, base atenuada, haz variegada, subglabra, envés densamente pubérulo y purpúreo; lígula de 4 mm de largo. Inflorescencia un racimo basal, espiciforme, terminal en un brote corto, afilo y apareciendo antes que las hojas, brácteas angostamente elípticas a ampliamente ovadas, 1–3.5 cm de largo, agudas, herbáceas, densamente pubérulas, blancas, bractéolas 15–30 mm de largo; flores fragantes; cáliz 30–70 mm de largo; corola 75–140 mm de largo, glabra, blanca; labelo vistoso, profundamente 2-lobado, 40–70 mm de largo, morado, estaminodios laterales petaloides, erectos, libres, 35–50 mm de largo, blancos, lobos del labelo y estaminodios laterales creando en conjunto una "flor 4-lobada.

## Taxonomía
El género fue descrito por Carlos Linneo y publicado en Species Plantarum 1: 2. 1753. La especie tipo es: Kaempferia galanga L.  

## Especies aceptadas
A continuación se brinda un listado de las especies del género Kaempferia aceptadas hasta febrero de 2013, ordenadas alfabéticamente. Para cada una se indica el nombre binomial seguido del autor, abreviado según las convenciones y usos:
- Lista de especies de Kaempferia